# Taneček
Taneček je malá vesnice, část obce Stvolínky v okrese Česká Lípa. Nachází se asi tři kilometry severně od Stvolínek. Taneček leží v katastrálním území Stvolínecké Petrovice o výměře 3,41 km².

## Historie
Do roku 1946 se vesnice jmenovala Lobetanz.

## Obyvatelstvo
Při sčítání lidu v roce 1921 zde žilo 91 obyvatel (z toho 42 mužů), z nichž byl jeden Čechoslovák a devadesát Němců. Všichni se hlásili k římskokatolické církvi. Podle sčítání lidu z roku 1930 měla vesnice 87 obyvatel s nezměněnou národnostní a náboženskou strukturou.